# Rudolf Hitrec
Rudolf Hitrec (Zagreb, 12. travnja 1903. – Zagreb, 13. siječnja 1970.), hrvatski nogometaš, liječnik internist i športski djelatnik.

## Igračka karijera
Bio je punih 12 godina aktivan nogometaš, igrač sredine terena. Od 1919. do 1921. bio je član Concordije, a od 1921. do 1930. nosio je dres Građanskog, s kojim je osvojio prvenstva 1923., 1926. i 1928.
Ima jedan nastup za reprezentaciju Jugoslavije, 30. svibnja 1926. protiv Bugarske u Zagrebu (pobjeda 3:1). Igrao za reprezentaciju Zagrebačkog nogometnog podsaveza s kojom je osvojio tri uzastopna Kupa kralja Aleksandra (1924., 1925. i 1926.)
Iako je bio vrlo poznat i priznat igrač, uvijek je bio u sjeni svog brata, legendarnog zagrebačkog nogometaša Ivana Ice Hitreca.

## Povjerenik HNS-a
Nastankom Nezavisne Države Hrvatske došlo do reorganizacije čitavog sustava, pa tako i sporta, pa i nogometa, te su na čelo Hrvatskog nogometnog saveza i njegovih podorganizacija imenovani povjerenici. Državni vođa tjelesnog odgoja i športa Miško Zebić imenovao je dr. Rudolfa Hitreca za prvog povjerenika, odnosno predsjednika Hrvatskog nogometnog saveza sa širim ovlastima, među kojima je bila i uloga izbornika.

#### Izbornik
Na prvu reprezentativnu utakmicu Hrvata u Nezavisnoj Državi Hrvatskoj nije trebalo dugo čekati. Naime, već 15. lipnja 1941., dakle samo dva mjeseca od utemeljenja NDH, reprezentacija je, iako još ne i formalno član svjetske nogometne udruge - FIFA–e, nastupila u Beču protiv iskusne i snažne momčadi Njemačke i izgubila visokih 1:5, što do danas spada u tri najveća poraza u povijesti hrvatske reprezentacije. Za tu utakmicu dužnost izbornika obnašao je sam povjerenik HNS–a, dr. Rudolf Hitrec, a kako je nedugo potom, 4. srpnja, Državni vođa Miško Zebić, dekretom imenovao za izbornika Bogdana Cuvaja, dr. Hitrecu je to bila i jedina utakmica na položaju izbornika.

## Liječnik
Prim. dr. Hitrec bio je cijenjeni i poznati zagrebački internist, između ostalog je od 1945. – 1963. u tadašnjoj Vojnoj bolnici II, u Vlaškoj ulici vodio Interni odjel s 200 kreveta.

## Vanjske poveznice
- US National Library of Medicine National Institutes of Health PubMed: [nema navedenih autora]: [Col Prof. Rudolf Hitrec, M.D. (1903-1970)]., Lijec Vjesn. 1970 Mar;92(3):406-7.